# Vimpelles
Vimpelles – miejscowość i gmina we Francji, w regionie Île-de-France, w departamencie Sekwana i Marna. Przez miejscowość przepływa Sekwana. 
Według danych na rok 1990 gminę zamieszkiwały 332 osoby, a gęstość zaludnienia wynosiła 29 osób/km² (wśród 1287 gmin regionu Île-de-France Vimpelles plasuje się na 906. miejscu pod względem liczby ludności, natomiast pod względem powierzchni na miejscu 305.).